# Escenografía

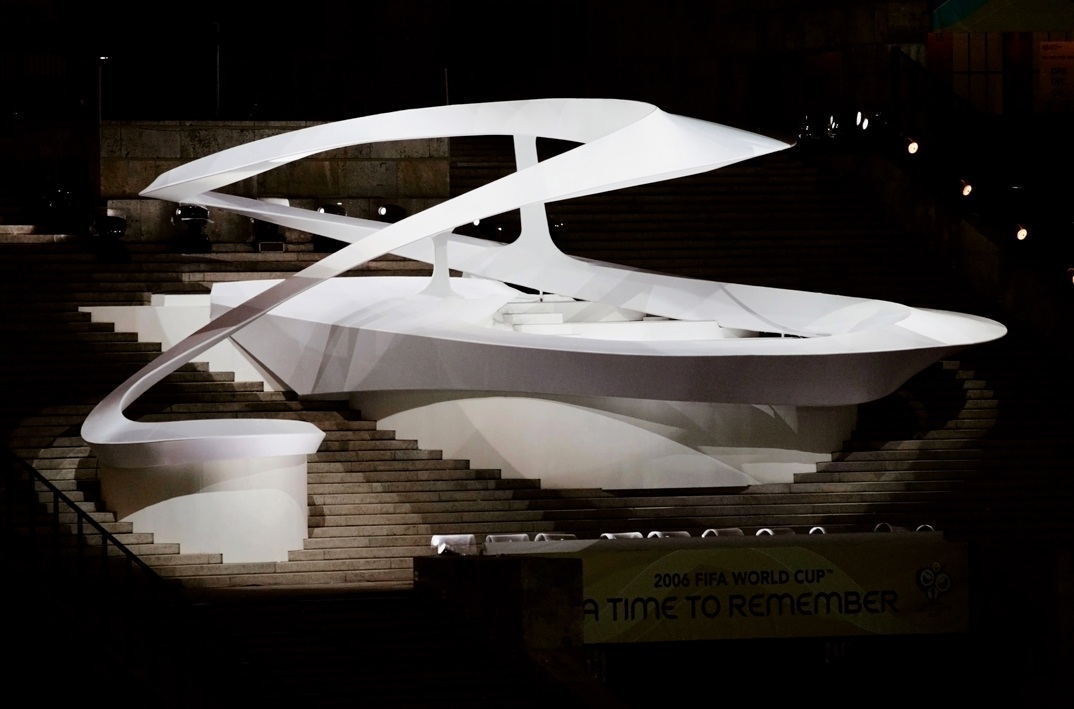
Escenografía (y decorado) para la clausura de la FIFA World Cup (2006)

Se denomina escenografía tanto al arte y técnica, diseño y decoración de espacios escénicos, como al conjunto resultante de elementos visuales que constituyen de forma realista, ideal o simbólica el lugar en el que se desarrolla una acción y que conforman una producción escénica o escenificación. Estos elementos pueden ser corpóreos (decorado y utilería), la iluminación, la caracterización de los personajes (vestuario, maquillaje, peluquería); o bien la propia puesta en escena de los diversos espectáculos en vivo (teatro, danza, ópera, zarzuela, circo), así como en el cine, televisión, eventos, muestras y exposiciones. Algunos especialistas catalogan la escenografía como un clásico del arte efímero. Se considera la intersección entre la arquitectura y el drama, ambas disciplinas incluidas dentro del concepto de bellas artes.

## Historia
La escenografía pura, como contribución de la personalidad del pintor escenógrafo para lograr un todo orgánico en el espectáculo y una atmósfera adecuada a la obra, es una conquista de la época moderna.
En lo que se refiere al primer uso del término fue Antonio Caimi en 1862, quién describe una categoría de artistas practicando pittura scenica e l'architettura teatrale, inspirada en los artistas Ferdinando Galli-Bibiena, quien también fue conocido como pintor quadratura o pintura arquitectónica (normalmente imágenes de trompe-l'œil de la arquitectura en techos o paredes). Caimi también llama a este Arte escenografía, y señala que requirió maquinaria ingeniosa para crear conjuntos móviles o crear ilusiones de ambientes. La familia Galli de Bibiena era una familia dedicada al arte escenográfico que surgió a finales del xix en Bolonia, pero se extendió por el norte de Italia, a Austria y Alemania. Otra gran familia conocida por la escenografía teatral eran miembros del apellido Quaglio.

### Grecia

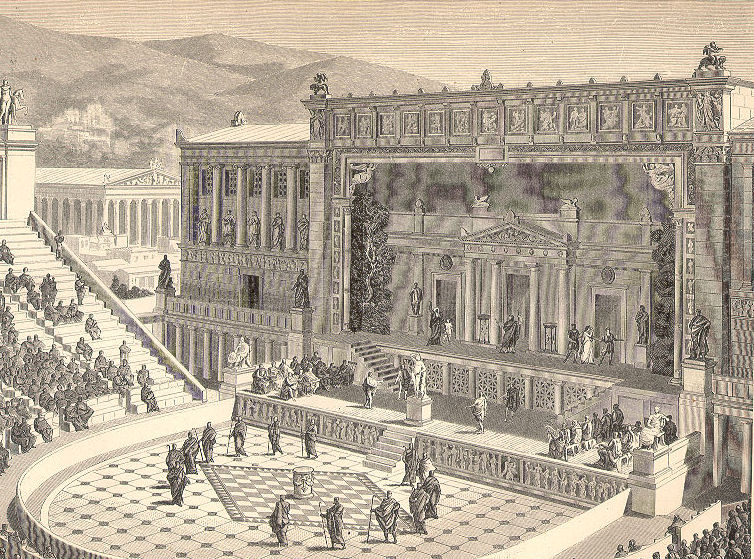
Escenografía del teatro romano de Atenas

La escenografía o pintura de escena tiene sus raíces en el teatro griego. Los griegos usaron el periacto, artificio especial que empleaban en sus teatros para cambiar decoraciones. Consistía en un aparato prismático de revolución con un paisaje diferente pintado en cada una de sus tres caras. Había un periacto en cada lado del escenario, y al girar quedaba cambiada la decoración. En el Edipo rey de Sófocles (430 a. C.), por ejemplo, el prisma que se situaba a la derecha representaba el distrito de la ciudad de la cual formaba parte el palacio central, y el periacto de la izquierda mostraba en perspectiva la campiña ática por donde entraban los personajes que venían de Delfos. El periacto es el origen de los bastidores, usados por primera vez en 1620, en el teatro Farnesio de Parma. El bastidor es un armazón de listones sobre el cual se aplica un lienzo o papel y se utiliza pintándolo sobre las dos caras: cada una corresponde al paisaje o arquitectura que debe representar el escenario; el telón de fondo da las características principales.

### Roma
Los coliseos romanos reproducen el modelo de theatron griego, pero mejorado por la aplicación de un rigor geométrico. El hemiciclo es ahora una circunferencia. Tal como en Grecia, dos salientes limitan el proscenio. Las construcciones que se levantan detrás del escenario sirven para alojar a los actores, facilitan sus entradas y salidas; se mantiene la misma concepción del decorado y manejan idéntica maquinaria: los trajes para los intérpretes son similares, pero a partir de este momento llevarán siempre la máscara. La parte ornamental se ha desarrollado. el primer piso del escenario se revestirá de fachadas templos, palacios, columnas y estatuas; el proscenio aparece cubierto de muebles y colgaduras suntuosas y el telón tapizado de figuras y arabescos. Durante los días calurosos, una inmensa tela de lino llamada velum, teñido de púrpura se extiende por el hemiciclo para proteger a los espectadores del sol.

### Edad Media

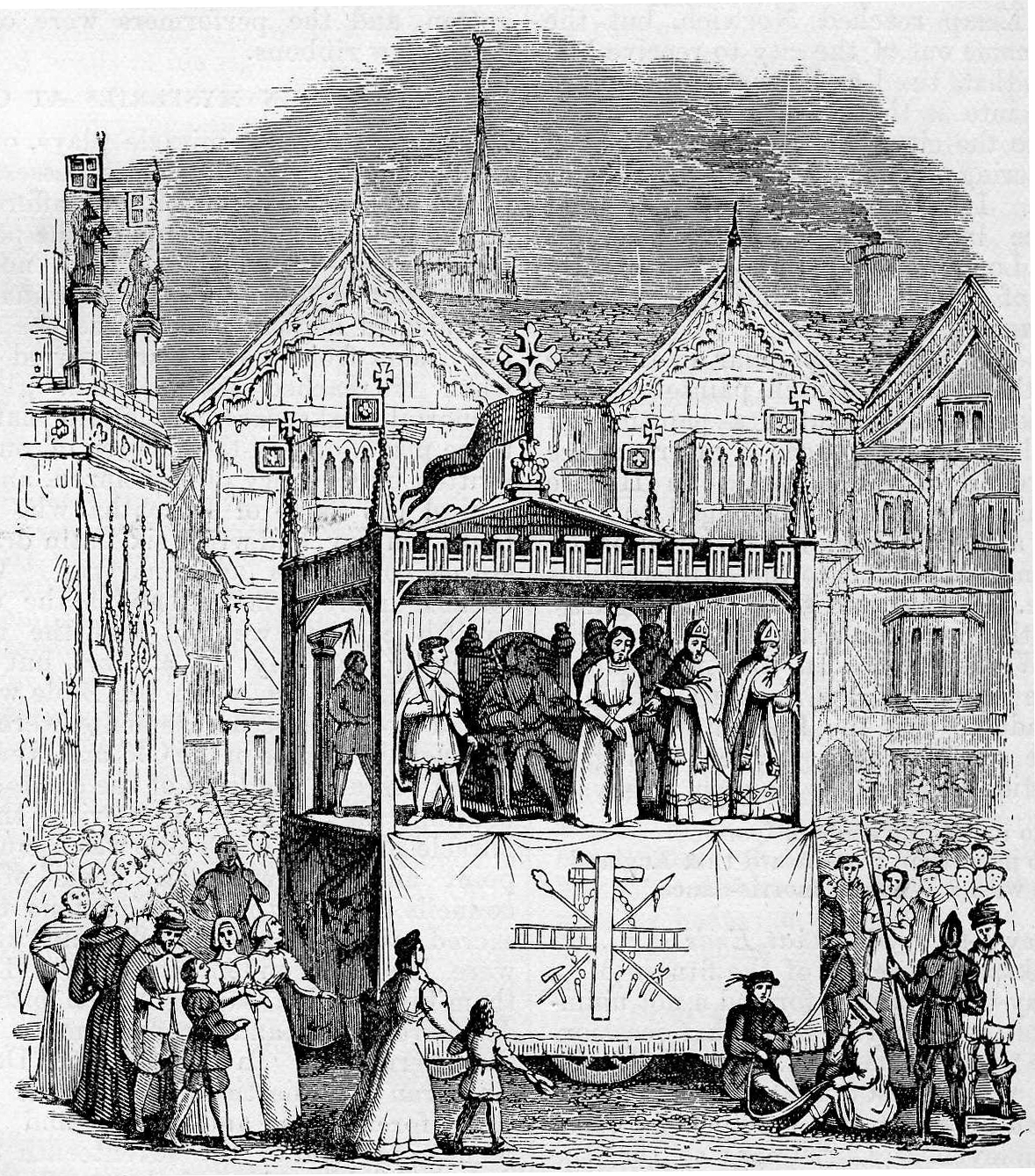
Carreta escenario medieval

Entre las variaciones de la escenografía que han tenido influencia en la técnica escénica, puede citarse la decoración circular de las célebres carretas-escenas del Medioevo, sobre la cual se presentaban ante los espectadores los más pintorescos lugares propios de los diversos episodios de los misterios o los juegos escénicos de la época. Ese hallazgo es precursor de los escenarios giratorios modernos. Otra característica de la época era la escena simultánea, en donde se sucedían los lugares de acción del espectáculo. 
El principio de la escenografía proviene de un decorado simultáneo. Se utiliza durante toda la Edad Media en la representación de obras religiosas y profanas hasta la época del Renacimiento. Cuando no era posible representar en los compartimentos o «mansiones», lugares como selvas o campos de batalla, se recurría a un actor que se encargaba de "explicar" la escenografía.
En toda la historia de la escenografía podrían estudiarse casos en los que con elementos sencillos y con simples fondos de cortinas negras o de colores neutros se conseguían efectos estéticos. Se puede comprobar que su origen se encuentra en las primitivas representaciones, particularmente en Inglaterra, donde un simple cartel indicaba el lugar o una voz despertaba la imaginación de los espectadores explicando las excelencias de un decorado que no existía.

#### Baja Edad Media
En los teatros ingleses, la disposición de los teatros procede de los patios de las ventas. Fueron más frecuentes las construcciones de forma circular que las cuadradas, como por ejemplo el teatro del Globo, en el que se representaban las obras de Shakespeare. Como escenografía, se empleaban tapices para cerrar el fondo del escenario y se solía cubrir el tablado con una estera. Sobre la escena había una especie de balcón que se utilizaba como palco de orquesta, pero en el que también se desarrollaban escenas. Fuera de esto, la escenografía se limitaba a elementos móviles como pequeños elementos de utilería.

### Renacimiento
Desde el Renacimiento hasta bien entrado el siglo XIX la escenografía italiana ha nutrido al teatro y ha sido el ejemplo para los escenógrafos. La evolución del arte dramático parte del 1428, año en el que fueron halladas las comedias desconocidas de Plauto en Roma. Al mismo tiempo el desarrollo de las construcciones teatrales modernas surgió de las representaciones se daban en las cortes del Renacimiento. El escenario para los nuevos espectáculos se podía representar en cualquier lugar, en jardines o salones de palacios. La escenografía sufrió una gran transformación gracias al arte de la perspectiva. Surgió la necesidad de ampliar el escenario, dando a su fondo una disposición artística. 
El humanismo característico de la cultura y el arte de la época hace variar la temáticas de las obras, aparece la comedia del arte, con sus exigencias escenográficas especiales. 
El renacimiento nos da por primera vez un teatro (el Olímpico de Vicenza, 1585, obra del arquitecto Andrea Palladio) con un escenario de madera, síntesis grandiosa de la estética arquitectural de la escenografía de la época, y que consistía en que la decoración estuviera dispuesta según los cánones artísticos de la perspectiva lineal. Columnas corintias, bajorrelieves, estatuas y cornisamientos adornan la fachada escénica. En medio se abre la puerta mayor, o puerta real, según Vitrubio, porque solo los actores principales aparecían por ella, a manera del teatro griego. A través del vano se ven palacios de relieve aplanado, reducidos en perspectiva, formando una calle que parece ser la de Tebas, porque esa fue la ciudad en que reinó Edipo, y con la tragedia del mismo nombre se inauguró el teatro. La ilusión óptica de la extensión de la calle es completa. 

### Finales delXVI
Paulatinamente fue transformándose la decoración fija en móvil, y la escena tuvo una época majestuosa y brillante tanto en Italia como en Francia. El procedimiento de los telari (primas triangulares), fue sustituido por la escenografía de los bastidores utilizada por primera vez en el Teatro Farnesio. El uso de los bastidores se propagó por toda Italia y se hizo popular en Europa por la rapidez y la facilidad con que verificaban las mutaciones. Giovan Battista Aleotti construyó en 1618 el Teatro Farnesio con el graderío en forma de herradura. Posteriormente el arquitecto Fabrizio Garini Motta, de Mantua diseñó el teatro de palcos superpuestos y llegó a la forma que ha perdurado hasta nuestros días.
La commedia dell'arte durante el siglo xvi fue la forma teatral más extendida en Italia, apareció antes que la ópera y el ballet, el decorado era muy sencillo en parte construido y en parte pintado en perspectiva, no se hacía ningún cambio durante la representación.

### SigloXVIIyXVIII
En el siglo XVII el teatro se desarrolla en tres tipos de espacios. Por un lado, el espacio público, calles y plazas donde se celebran representaciones religiosas. Los misterios medievales habían dado paso en el Renacimiento a las moralidades, que desde la segunda mitad del siglo XVI empezaron a llamarse autos sacramentales.
En la comedia española el teatro se instalaba en el corral de algún mesón. (Corral de Comedias de Almagro) Un voladizo protegía la escena y las gradas, el espacio central o patio donde se amontonaba la plebe al descubierto y las ventanas enrejadas de los edificios contiguos servían de palcos, y como las representaciones se efectuaban de día, no se precisaba iluminación.
En España fue con Felipe IV cuando se construyeron los teatros cerrados, como los italianos. Aunque las obras de Calderón de la Barca de carácter mitológico y fantástico exigían trucos como volcanes, temblores de tierra, tempestades, naufragios los cuales eran agradecidos por el público.
En Italia florecen los arquitectos y escenógrafos como Serlio, Buontalenti, Baccio del Bianco, Burnacini, Tacca, Perruchetti, Nerona y Torelli.
Los Galli Bibiena (1659-1743) hicieron el hallazgo de conseguir y lanzar la nueva perspectiva pictórica, de forma que la arquitectura no solo se viera de frente, sino que nos ofreciera aspectos desde diferentes ángulos. De esta manera nació un tipo nuevo de escenógrafo pintor. La iluminación escénica también debía ayudar en las conquistas de la escenografía. Las candilejas fueron una innovación del siglo xvii. La ópera participó en el desarrollo, pues era un género que reclamaba gran presentación y apoyo económico. Pero para que esas nuevas conquistas cobraran importancia, era necesario que el arquitecto, que era a su vez constructor y pintor, fuera dejando paso a los escenógrafos, es decir, a los especializados en el arte de crear climas escénicos.

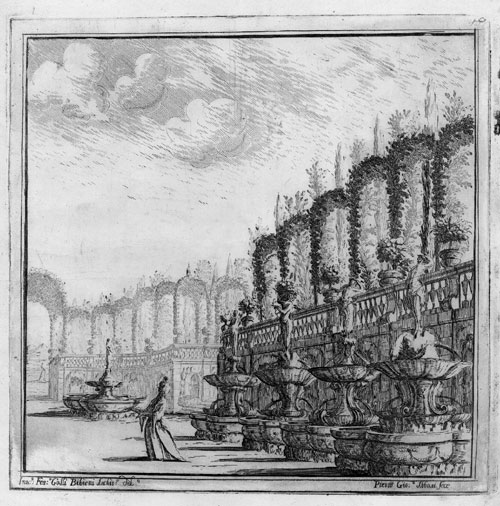
Parque en una escenografía de Galli Bibiena

Francia debía intervenir para consolidar las nuevas conquistas. León Moussinac, experto en esta materia, dice al respecto: El sistema moderno de decorados de tela pintada, es decir, de decoraciones sucesivas en reemplazo de decorados simultáneos fue creado por Mahelot y Laurent, quienes trabajaron para Molière. De esta época es Giovanni Niccolo Servandoni, gran escenógrafo que montó los mejores espectáculos de ópera. Fue en ese admirable siglo xvii cuando nació la decoración teatral propiamente dicha, en la que puso entonces el artista su originalidad y el aporte de su personalidad. 
La escenografía buscaba la verdad. Los escenógrafos Albany, Moenck, Alaux y Daguerre rivalizan en ingeniosidad. Además el gas, que acababa de hacer su aparición permitía sorprendentes iluminaciones.

### SigloXIX
El romanticismo abandona la realidad para entregarse a lo peculiar. La iluminación permitió el paso de la escenografía objetiva a la escenografía más emotiva. Tras la exuberancia demostrada en los siglos xvii y xviii se cae en la banalidad y en el verismo de mal gusto. En esta época la invención corresponde a los escenógrafos y tramoyistas como los Camus, Brabant, Varnout, Godin y Colombier. El simbolismo concluyó que la palabra podía suplir todo, con lo cual la escenografía pasó a un segundo plano, así la escenografía pasó a ser decorativismo. A finales de siglo surgieron algunos esfuerzos en contra del convencionalismo existente.

#### Richard Wagner
Establece la hibridación de lo escénico, apresar en una obra en la que intervienen los diversos lenguajes artísticos el flujo inagotable de lo real, el movimiento infinito del espíritu. La obra de arte total, donde la disipación de los límites coincida con el propósito de una obra de arte que sea extensión de lo natural y elaborada según un modelo orgánico, en el cual toda regla es flexible y toda división permeable. En la obra de arte total el drama actúa como elemento estructural y la música como elemento de mediación y enlace. La música y la plástica servirían de punto de partida y de ellas crecería el drama, como unión de la música, la palabra y la imagen. Aunque Wagner no potenció el diálogo entre la pintura y la música contribuyó a potenciar este en el siglo XX a través de Adolphe Appia. .

### SigloXX

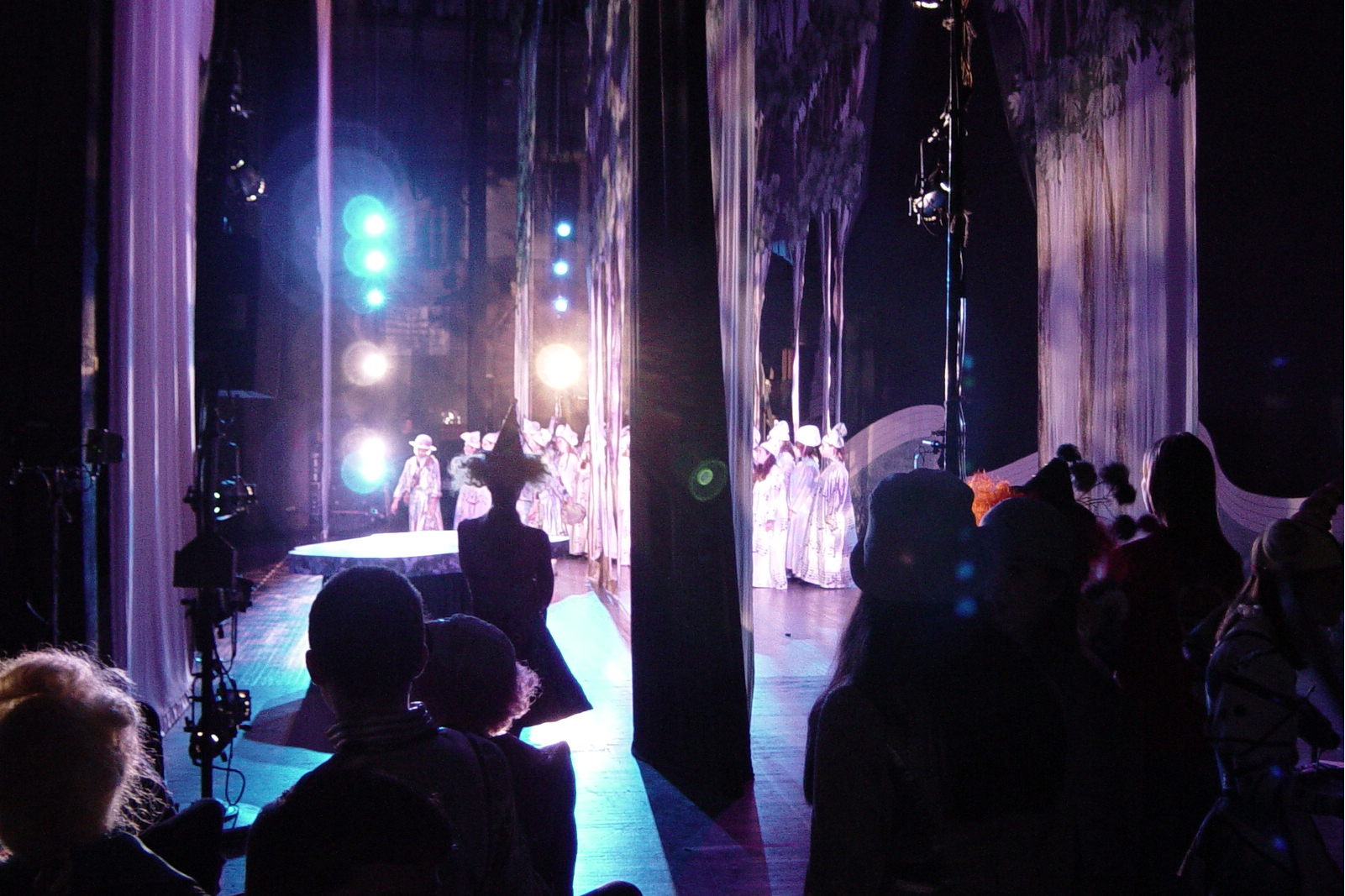
Representación vista entre bastidores

Todo contribuye a la formación de las nuevas tendencias escenográficas para que los problemas dejen de ser de orden exterior. Las habitaciones se cierran con paredes y plafones, porque el naturalismo exige una realidad ambiente que no se consigue con bastidores y telones de fondo. El gas sustituye a la iluminación a vela y aceite. En 1887, el Teatro Libre de André Antoine, en París, buscaba la verdad en el decorado, describe la cuarta pared  que cierra el espacio: los actores pueden reproducir también para crear la ilusión de un sistema cerrado, y el espectador tiene la impresión de "inmersión" en la vida cotidiana de la historia, se convierte en voyeur frente a la representación. En este momento se reproducen casas enteras en el escenario, se incluyen muebles que dan la ilusión de realidad.
Las estéticas se suceden como las teorías; así vemos cómo el simbolismo necesita una nueva fórmula (1890): La decoración debe ser una pura ficción ornamental que complete la ilusión por sus analogías de color y de líneas con el drama. Pintores como Maurice Denis y Odilón Redon se adhirieron a este principio, y un hombre de teatro como Lugné-Poé dio su talento a las iniciativas del momento en el teatro de l’Oeuvre.
Todos los ballets de Diaghilev (1909) descubren escenógrafos de la talla de Backs, Benois y Roerich. En Alemania se trabajaba con entusiasmo bajo las directivas de Max Reinhardt y Stanislavsky, director del Teatro de Arte de Moscú y una de las figuras de la vanguardia.

#### Gordon Craig[10]
Nació en Inglaterra, un genio del teatro, que luchaba por dar un estilo al escenario para que no se confundiera con la realidad, para él el escenógrafo deberá escoger el color y la pieza, el motivo artístico alrededor del cual agrupará los demás objetos. Para Gordon Craig la palabra es el lugar de la mentira, lo literario ocupa un lugar secundario respecto a lo visual y lo rítmico.
Loie Fuller fue una bailarina estadounidense. Fue pionera en la utilización de la iluminación. Alcanzó un gran éxito en Les Folies Bergère con sus danzas basadas en el aprovechamiento del efecto de la luz coloreada sobre sus trajes vaporosos, para reproducir sensaciones del mundo natural. Para Fuller los elementos que componen el espectáculo escénico son en este orden: luz, color, movimiento y música.

#### Adolphe Appia[11]
Nació en Suiza, músico de formación, para el los movimientos del actor y sus pasos deben ser medidos por la música. Lo escénico deja de ser el lugar donde se dota de acción física a un conflicto dialogado para convertirse en espacio para la materialización de una acción y un conflicto precipitados originalmente en música. Su reflexión sobre lo escenográfico parte de su desprecio hacia los decorados ilustrativos, piensa los elementos escénicos como signos en sí mismos y no como soportes de imágenes convencionales. Para Appia la luz será la responsable de realizar escénicamente la melodía infinita wagneriana.
George Fuchs que ratifica la necesidad del decorado plástico, su hallazgo es la "escena en relieve".
Todo estaba preparado para recoger las grandes ventajas que aportaba la electricidad. La transformación había llegado. Existía de hecho una luz que podía exaltar el color, proyectar sombras, crear atmósferas no conocidas hasta entonces y dar relieve a lo corpóreo en la escena. 
Pablo Picasso hizo decorados para el ballet de Manuel de Falla, El Sombrero de Tres Picos, y Jacques Copeau, así como Gaston Baty, Louis Jouvet y Charles Dullin acogieron fervorosamente las más audaces tendencias. Antón Giulio Bragaglia y Enrico Prampolini en Italia crearon escenografías dentro de directivas muy personales. 
Los rusos han tenido siempre el sentido del teatro. En Rusia fue donde nacieron los Ballets Rusos de Sergei Diaghilev, revelándonos la escenografía de Shéhérazade, cuya influencia duró más de diez años en la decoración teatral. 
Después de la Revolución de Octubre, el teatro ruso alcanza un gran desarrollo. El teatro de Estado de Meyerhold es uno de los más audaces laboratorios de mise en scène de la Rusia Soviética. No hay que olvidar tampoco el Teatro Kamerny de Stanislavsky, el Habima y las realizaciones logradas por Tairov.

#### Expresionismo en Alemania
En torno a 1920 se desarrolla en Alemania un teatro antinaturalista y reteatrallizado, en el cual la palabra cede terreno ante la comunicación no verbal. La escenificación expresionista es deudora de Max Reinhardt, fue en Alemania el escenógrafo y director de escena, famoso por su habilidad constructiva y por una utilización de la luz sobre los volúmenes sorprendente, muy dado a la opulencia y el lujo de la presentación. 
Oskar Kokoschka presentó en 1917 su obra La zarza ardiente. Arnold Schonberg escribe La mano feliz y Vasily Kandinsky La sonoridad amarilla. Trabajan sobre la espiritualidad, anhelo de lo inmaterial, se configura directamente sobre la escena, en imágenes, palabras y sonidos sin ser previamente articulados en una estructura dramática-literaria. 

#### Teatro de vanguardia: Escenografía mecanicista
El decorado reducido a sus líneas esquemáticas como recomendaron Appia y Fuchs, fue tendencia entre algunos que consideran que la escenografía retiene en exceso la atención del espectador y estorba la escena en perjuicio del actor. En el teatro de vanguardia ruso el decorado escenográfico clásico es rechazado por una gran cantidad de directores de escena bajo el impulso de Meyerhold. El teatro francés está representado en esta época por Jacques Copeau, creador de la escuela del teatro Vieux Colombier, donde trabajó el gran escenógrafo André Barsaq. Georges Pitoeff, consiguió con la unión entre la escenografía y la dirección de escena un clima unitario y sugestivo. 
La ópera y el ballet han contado con grandes escenógrafos lo cual ha permitido las mejores invenciones que se han hecho en escenografía, el Teatro la Scala de Milán y el Covent Garden son ejemplos de ellos. Hay que mencionar a Franco Zefirelli, Lila De Nobili, Eugene Berman, Pino Casarini y Wieland Wagner.

#### Bertolt Brecht
Bertolt Brecht en su actividad como director de escena desarrolló una teoría escenográfica, - la escenografía es la ciencia de hallar un espacio que convenga a cada texto teatral-. A partir de Brecht se consideró decadente dar demasiada importancia a la escenografía y a la espectacularidad en la puesta en escena. Para Brecht, la realidad debe poder reconocerse en el teatro, su esencia debe transparentarse. Lo que ocurre en el escenario debe poder reconocerse como algo que se ha hecho (en el sentido de no algo espontáneo o natural). Y es justamente este hacer notar la diferencia entre la realidad del teatro, por una parte y la realidad que el teatro trata de reflejar, por otra, es un acto de enajenación. Para el teatro épico, esta enajenación es justamente un principio constituyente en el que un objeto, fenómeno o hecho que es cercano, familiar o conocido se vuelve ajeno al punto que sorprende y, a través de esa sorpresa, hace posible su conocimiento. Para Brecht el grado en que un espectador de teatro siente empáticamente lo que va ocurriendo en el escenario, es una función directa del grado de empatía e identificación del actor con su personaje. En otras palabras, si se desea más o menos involucramiento emocional del espectador, esto puede ser regulado intrínsecamete, en la relación actor-personaje. Y tal como la técnica de actuación, también la escenografía debe transparentar sus medios. Por ejemplo, las fuentes de luz deben poder verse. Por otra parte, para Brecht era muy importante que todo lo que estuviese sobre el escenario tuviese directa relación con las escenas y su devenir. Su «teatro épico» no admitía que la escenografía contemplara objetos superfluos o no directamente relacionados con el guion.